# Юрдан Аврамов
Вижте пояснителната страница за други личности с името Аврамов.
Юрдан Аврамов Аврамов е български офицер (полковник), командир на 3-та бригада от 4–а пехотна преславска дивизия и на 3–а бригада от Сборната дивизия по време на Първата световна война (1915 – 1918).

## Биография
Юрдан Аврамов е роден на 1 март (13 март нов стил) 1866 година в Ески Джумая, Османска империя. През 1883 година постъпва във Военното училище в София, като юнкер взема участие в Сръбско-българската война (1885) в редовете на 1-ви пехотен софийски полк, след което през 1887 година завършва училището (8-и випуск) и е зачислен в 8-и пехотен приморски полк. От 1890 г. служи в 20-и пехотен добруджански полк, а от 1906 г. в 30-и пехотен шейновски полк През 1909 година е ротен командир във 2-ри пехотен искърски полк, същата година е дружинен командир в 31-ви пехотен варненски полк, от 1911 председател на домакинската комисия в полка.
През Балканските войни (1912 – 1913) командва отново дружина от 31-ви пехотен варненски полк, след което от януари 1915 е помощник-командир на полка. През Първата световна война (1915 – 1918) командва последователно 3-та бригада от 4–а пехотна преславска дивизия и 3–а бригада от Сборната дивизия. През 1919 г. е уволнен от служба.

## Военни звания
- Подпоручик (27 април 1887)
- Поручик (18 май 1890)
- Капитан (2 август 1895)
- Майор (1906)
- Подполковник (22 септември 1912)
- Полковник (1 октомври 1915)

## Награди
- Военен орден „За храброст“ IV степен 2 клас
- Княжески орден „Св. Александър“ IV степен с мечове по средата
- Народен орден „За военна заслуга“ V степен на обикновена лента
- Орден „За заслуга“ на обикновена лента
- Орден „Железен кръст“ II степен, Германия